# عنصل هندي
العنصل الهندي هو أحد أنواع كاسيات البذور التي توجد في مناطق من جنوب آسيا إلى جنوب أفريقيا.

## التشكل
تم الحصول على الشكل المورفولوجي التالي لهذا العشب من بحث كتبه كوبولا هامادري وسواهاري ساسيبهوشارنو
عن عشب سكابيجيروس. وهو عبارة عن بصلة معمرة سميكة القشرة مضغوطة وشبه مستديرة شكلها الخارجي مخروطي بقطر 7 - 9 × 7.5 - 9 سم; والقشور الخارجية بيضاء ضاربة للصفار لها طعم مر يثير الغثيان وتظهر أوراق النبات بعد الإزهار؛ أي في شهري ديسمبر ويناير وعددها 8-17 ورقة؛ وهي أوراق بها تجاعيد قد تكون كثيرة أو قليلة عند القاعدة التي تشبه الخنجر، وتوجد أوراق خضراء شاحبة على الجانبين تتسم بأنها مستطيلة سنانية الشكل وضيقة عند القاعدة كما أنها حادة الأطراف ومسطحة ومتوازية بشكل بارز شديد الوضوح.
يتميز هذا النبات بأوراق أحادية الطرف (ثنائية أحيانًا) وتظهر في الفترة من فبراير حتى يونيو، ويتراوح طولها من 27 إلى 56 سم بما في ذلك العنقود وسمكها عند القاعدة من 1 إلى 1.3 سم وتكون منتصبة أسطوانية جرداء ويتراوح لونها من البني المائل للاخضرار إلى الأرجواني الخمري. ويكون طول العنقود المزهر من 15 إلى 28 سم ويحمل من 20 – 75 زهرة، ودائمًا ما ينتهي بطرف مدبب مخروطي الشكل أرجواني يتكون من أوراق طرفية مستدقة الرأس وبراعم زهرية ساقطة وزهور طولها من 2 إلى 2.2 سم حيث تكون كل زهرة متراصة على ورقة طرفية. تتسم الأوراق الطرفية بأنها سريعة الذبول بيضاوية بشكل عام وحادة مستدقة الطرف ومسطحة تشبه الأذن وتمتد نحو القاعدة، وتكون الأوراق الطرفية السفلى خضراء في البداية ثم تتحول إلى اللون البني أو الأرجواني الخمري طولها + أو – 1.5 سم بما في ذلك الشوكة، وعادة ما يكون طول الأشواك السفلى 1 سم وتكون مسطحة شريطية ومضغوطة الطرف في البداية ويكون بها شقوق كاملة أو غير منتظمة وضيقة من القاعدة ومسطحة بشكل متوازٍ وتكون الأوراق الطرفية الوسطى أصغر وأشواكها أقصر ثم تتحول إلى أوراق بيضاوية مستدقة بلا أشواك في الجزء العلوي من العنقود.
يتراوح طول الساق من 3 × 0.15 - 0.2 سم، ويكون لونه أخضر مائل للبني أو الأرجواني الخمري عند القاعدة حيث يكون أخضر عند الجزء العلوي ومنتصبًا بشكل أفقي تتدلى منه البراعم على طوله. ويتكون غلاف الزهرة من 6 أوراق في جديلتين وقاعدة مخروطية وقطاعات جدار الزهرة لا تكون معكوسة عند فتحها بالكامل، ويكون هذا الغلاف شبه متساوٍ ومستطيلاً سناني الشكل وتكون القمة غير حادة أو مستدقة إلى حد ما وبه القليل من الحليمات الميكروسكوبية لزيادة النمو ويكون لونه أبيض به بعض الظلال الخضراء متراصة ومتقاربة على طول الأضلاع المتوسطة. ويتكون طلع الزهرة من 6 مياسم معاكسة تخرج من قاعدة غلاف الزهرة; وطول الخيوط يتراوح ما بين 1.4 - 1.6 × 1 - 0.2 سم أبيض اللون ومضغوط من الظهر ومسطح عندما يجف وضيق عند القمة ومتسع عند القاعدة والمتك متنوع عند النضوج يكون أصفر وطوله 0.25 × 0.1 - 0.15 سم وقد يصل إلى 0.4 سم في البرعم. ويوجد به وزيم ثلاثي الكرابل إلى جانب التخت. ويتراوح حجم المبيض من 0.8 - 1 × 0.4 - 0.45 سم، وهو أخضر بيضاوي الشكل إهليلجي وبيضاوي باستطالة عندما يجف يكون مثلث الشكل إلى حد ما وبه سبلات. ومن حيث الشكل فهذا النبات خطي مستطيل أبيض بطول 0.1 سم عند المبيض عندما يكون غضًا وعندما يجف يكون أطول. والميسم الأبيض مثلث - ثلاثي الفصوص. وتكون هناك الكثير من البويضات في كل مبيض ويكون حجم الكبسولة 2 × 1.1 سم؛ وهي إهليليجية ثلاثية التجويف وتكون هناك الكثير من البذور سواء مسطحة مشقوقة عند نهاية القاعدة أو بها شقان عند الطرفين تقريبًا حيث تكون دائرية باستطالة بعض الشيء وقطرها 1 - 1.2 × 0.8 - 1 سم وبها وريقة بنية اللون بأجنحة شفافة.

## وصلات خارجية
- http://moef.nic.in/report/1112/AR-11-12-En.pdf
- http://www.jofamericanscience.org/journals/am-sci/am0611/57_3919am0611_472_484.pdf
- http://www.tribalmedicine-hemadriz.com/papersnreviews.html نسخة محفوظة 16 فبراير 2013 at Archive.is